# Calycopis isobeon
Espèce
Calycopis isobeon est une espèce de papillons de la famille des Lycaenidae, de la sous-famille des Theclinae et du genre Calycopis.

## Dénomination
Calycopis isobeon a été nommé par Arthur Butler et Herbert Druce en 1872.
Calycopis isobeon se nomme en anglais Dusky Blue Hairstreak.
Pour certains Calycopis isobeon et Calycopis cecrops sont deux espèces distinctes, tandis que pour d'autres il s'agit de la même espèce.

## Description
Ce petit papillon, d'une envergure de 22 à 32 mm, possède deux queues à chaque aile postérieure. Le dessus est beige grisé suffusé de bleu.
Le revers est orné d'une bande orange zébrée d'une fine ligne blanche et d'ocelles marginaux postérieurs orange centrés de noir.

## Biologie

### Période de vol et hivernation
Il vole de mars à octobre.

### Plantes hôtes
Les chenilles se nourrissent de feuilles mortes et de fruits.

## Écologie et distribution
Il réside dans le Sud des États-Unis (principalement au Texas et au Mississippi), au Mexique, à Belize et au Costa Rica,.

### Biotope
Il se trouve dans les vallées de climat subtropical.

### Protection
Pas de statut de protection particulier.